# Умнов, Евгений Иванович
Евгений Иванович Умнов (11 февраля 1913, Ростов-на-Дону — 23 июля 1989, Москва) — советский шахматный композитор и литератор. Международный мастер (1975) и международный арбитр (1956) по шахматной композиции. Автор фундаментальных трудов по теории и истории шахматных задач, а также темы носящей его имя. Математик, кандидат технических наук. С 1927 года опубликовал свыше 200 задач (преимущественно двухходовки стратегического стиля), многие из которых отмечены отличиями, в том числе 16 — первыми призами. Чемпион СССР по разделу двухходовок (1929) и участник многих конкурсов.
Похоронен на 4-м участке Ваганьковского кладбища.

## Задачи
|   | a | b | c | d | e | f | g | h |   |
| - | --- | --- | --- | --- | --- | --- | --- | --- | - |
| 8 | a6 белый ферзь · e6 белый король · g6 чёрная пешка · a5 чёрная пешка · d5 чёрная пешка · e5 чёрная пешка · h5 чёрная ладья · a4 чёрная ладья · e4 чёрный король · f4 белый слон · d3 белый конь · e3 белый конь · f3 чёрная пешка · g3 чёрная пешка · h2 чёрный ферзь · d1 белая ладья · e1 белая ладья | a6 белый ферзь · e6 белый король · g6 чёрная пешка · a5 чёрная пешка · d5 чёрная пешка · e5 чёрная пешка · h5 чёрная ладья · a4 чёрная ладья · e4 чёрный король · f4 белый слон · d3 белый конь · e3 белый конь · f3 чёрная пешка · g3 чёрная пешка · h2 чёрный ферзь · d1 белая ладья · e1 белая ладья | a6 белый ферзь · e6 белый король · g6 чёрная пешка · a5 чёрная пешка · d5 чёрная пешка · e5 чёрная пешка · h5 чёрная ладья · a4 чёрная ладья · e4 чёрный король · f4 белый слон · d3 белый конь · e3 белый конь · f3 чёрная пешка · g3 чёрная пешка · h2 чёрный ферзь · d1 белая ладья · e1 белая ладья | a6 белый ферзь · e6 белый король · g6 чёрная пешка · a5 чёрная пешка · d5 чёрная пешка · e5 чёрная пешка · h5 чёрная ладья · a4 чёрная ладья · e4 чёрный король · f4 белый слон · d3 белый конь · e3 белый конь · f3 чёрная пешка · g3 чёрная пешка · h2 чёрный ферзь · d1 белая ладья · e1 белая ладья | a6 белый ферзь · e6 белый король · g6 чёрная пешка · a5 чёрная пешка · d5 чёрная пешка · e5 чёрная пешка · h5 чёрная ладья · a4 чёрная ладья · e4 чёрный король · f4 белый слон · d3 белый конь · e3 белый конь · f3 чёрная пешка · g3 чёрная пешка · h2 чёрный ферзь · d1 белая ладья · e1 белая ладья | a6 белый ферзь · e6 белый король · g6 чёрная пешка · a5 чёрная пешка · d5 чёрная пешка · e5 чёрная пешка · h5 чёрная ладья · a4 чёрная ладья · e4 чёрный король · f4 белый слон · d3 белый конь · e3 белый конь · f3 чёрная пешка · g3 чёрная пешка · h2 чёрный ферзь · d1 белая ладья · e1 белая ладья | a6 белый ферзь · e6 белый король · g6 чёрная пешка · a5 чёрная пешка · d5 чёрная пешка · e5 чёрная пешка · h5 чёрная ладья · a4 чёрная ладья · e4 чёрный король · f4 белый слон · d3 белый конь · e3 белый конь · f3 чёрная пешка · g3 чёрная пешка · h2 чёрный ферзь · d1 белая ладья · e1 белая ладья | a6 белый ферзь · e6 белый король · g6 чёрная пешка · a5 чёрная пешка · d5 чёрная пешка · e5 чёрная пешка · h5 чёрная ладья · a4 чёрная ладья · e4 чёрный король · f4 белый слон · d3 белый конь · e3 белый конь · f3 чёрная пешка · g3 чёрная пешка · h2 чёрный ферзь · d1 белая ладья · e1 белая ладья | 8 |
| 7 | a6 белый ферзь · e6 белый король · g6 чёрная пешка · a5 чёрная пешка · d5 чёрная пешка · e5 чёрная пешка · h5 чёрная ладья · a4 чёрная ладья · e4 чёрный король · f4 белый слон · d3 белый конь · e3 белый конь · f3 чёрная пешка · g3 чёрная пешка · h2 чёрный ферзь · d1 белая ладья · e1 белая ладья | a6 белый ферзь · e6 белый король · g6 чёрная пешка · a5 чёрная пешка · d5 чёрная пешка · e5 чёрная пешка · h5 чёрная ладья · a4 чёрная ладья · e4 чёрный король · f4 белый слон · d3 белый конь · e3 белый конь · f3 чёрная пешка · g3 чёрная пешка · h2 чёрный ферзь · d1 белая ладья · e1 белая ладья | a6 белый ферзь · e6 белый король · g6 чёрная пешка · a5 чёрная пешка · d5 чёрная пешка · e5 чёрная пешка · h5 чёрная ладья · a4 чёрная ладья · e4 чёрный король · f4 белый слон · d3 белый конь · e3 белый конь · f3 чёрная пешка · g3 чёрная пешка · h2 чёрный ферзь · d1 белая ладья · e1 белая ладья | a6 белый ферзь · e6 белый король · g6 чёрная пешка · a5 чёрная пешка · d5 чёрная пешка · e5 чёрная пешка · h5 чёрная ладья · a4 чёрная ладья · e4 чёрный король · f4 белый слон · d3 белый конь · e3 белый конь · f3 чёрная пешка · g3 чёрная пешка · h2 чёрный ферзь · d1 белая ладья · e1 белая ладья | a6 белый ферзь · e6 белый король · g6 чёрная пешка · a5 чёрная пешка · d5 чёрная пешка · e5 чёрная пешка · h5 чёрная ладья · a4 чёрная ладья · e4 чёрный король · f4 белый слон · d3 белый конь · e3 белый конь · f3 чёрная пешка · g3 чёрная пешка · h2 чёрный ферзь · d1 белая ладья · e1 белая ладья | a6 белый ферзь · e6 белый король · g6 чёрная пешка · a5 чёрная пешка · d5 чёрная пешка · e5 чёрная пешка · h5 чёрная ладья · a4 чёрная ладья · e4 чёрный король · f4 белый слон · d3 белый конь · e3 белый конь · f3 чёрная пешка · g3 чёрная пешка · h2 чёрный ферзь · d1 белая ладья · e1 белая ладья | a6 белый ферзь · e6 белый король · g6 чёрная пешка · a5 чёрная пешка · d5 чёрная пешка · e5 чёрная пешка · h5 чёрная ладья · a4 чёрная ладья · e4 чёрный король · f4 белый слон · d3 белый конь · e3 белый конь · f3 чёрная пешка · g3 чёрная пешка · h2 чёрный ферзь · d1 белая ладья · e1 белая ладья | a6 белый ферзь · e6 белый король · g6 чёрная пешка · a5 чёрная пешка · d5 чёрная пешка · e5 чёрная пешка · h5 чёрная ладья · a4 чёрная ладья · e4 чёрный король · f4 белый слон · d3 белый конь · e3 белый конь · f3 чёрная пешка · g3 чёрная пешка · h2 чёрный ферзь · d1 белая ладья · e1 белая ладья | 7 |
| 6 | a6 белый ферзь · e6 белый король · g6 чёрная пешка · a5 чёрная пешка · d5 чёрная пешка · e5 чёрная пешка · h5 чёрная ладья · a4 чёрная ладья · e4 чёрный король · f4 белый слон · d3 белый конь · e3 белый конь · f3 чёрная пешка · g3 чёрная пешка · h2 чёрный ферзь · d1 белая ладья · e1 белая ладья | a6 белый ферзь · e6 белый король · g6 чёрная пешка · a5 чёрная пешка · d5 чёрная пешка · e5 чёрная пешка · h5 чёрная ладья · a4 чёрная ладья · e4 чёрный король · f4 белый слон · d3 белый конь · e3 белый конь · f3 чёрная пешка · g3 чёрная пешка · h2 чёрный ферзь · d1 белая ладья · e1 белая ладья | a6 белый ферзь · e6 белый король · g6 чёрная пешка · a5 чёрная пешка · d5 чёрная пешка · e5 чёрная пешка · h5 чёрная ладья · a4 чёрная ладья · e4 чёрный король · f4 белый слон · d3 белый конь · e3 белый конь · f3 чёрная пешка · g3 чёрная пешка · h2 чёрный ферзь · d1 белая ладья · e1 белая ладья | a6 белый ферзь · e6 белый король · g6 чёрная пешка · a5 чёрная пешка · d5 чёрная пешка · e5 чёрная пешка · h5 чёрная ладья · a4 чёрная ладья · e4 чёрный король · f4 белый слон · d3 белый конь · e3 белый конь · f3 чёрная пешка · g3 чёрная пешка · h2 чёрный ферзь · d1 белая ладья · e1 белая ладья | a6 белый ферзь · e6 белый король · g6 чёрная пешка · a5 чёрная пешка · d5 чёрная пешка · e5 чёрная пешка · h5 чёрная ладья · a4 чёрная ладья · e4 чёрный король · f4 белый слон · d3 белый конь · e3 белый конь · f3 чёрная пешка · g3 чёрная пешка · h2 чёрный ферзь · d1 белая ладья · e1 белая ладья | a6 белый ферзь · e6 белый король · g6 чёрная пешка · a5 чёрная пешка · d5 чёрная пешка · e5 чёрная пешка · h5 чёрная ладья · a4 чёрная ладья · e4 чёрный король · f4 белый слон · d3 белый конь · e3 белый конь · f3 чёрная пешка · g3 чёрная пешка · h2 чёрный ферзь · d1 белая ладья · e1 белая ладья | a6 белый ферзь · e6 белый король · g6 чёрная пешка · a5 чёрная пешка · d5 чёрная пешка · e5 чёрная пешка · h5 чёрная ладья · a4 чёрная ладья · e4 чёрный король · f4 белый слон · d3 белый конь · e3 белый конь · f3 чёрная пешка · g3 чёрная пешка · h2 чёрный ферзь · d1 белая ладья · e1 белая ладья | a6 белый ферзь · e6 белый король · g6 чёрная пешка · a5 чёрная пешка · d5 чёрная пешка · e5 чёрная пешка · h5 чёрная ладья · a4 чёрная ладья · e4 чёрный король · f4 белый слон · d3 белый конь · e3 белый конь · f3 чёрная пешка · g3 чёрная пешка · h2 чёрный ферзь · d1 белая ладья · e1 белая ладья | 6 |
| 5 | a6 белый ферзь · e6 белый король · g6 чёрная пешка · a5 чёрная пешка · d5 чёрная пешка · e5 чёрная пешка · h5 чёрная ладья · a4 чёрная ладья · e4 чёрный король · f4 белый слон · d3 белый конь · e3 белый конь · f3 чёрная пешка · g3 чёрная пешка · h2 чёрный ферзь · d1 белая ладья · e1 белая ладья | a6 белый ферзь · e6 белый король · g6 чёрная пешка · a5 чёрная пешка · d5 чёрная пешка · e5 чёрная пешка · h5 чёрная ладья · a4 чёрная ладья · e4 чёрный король · f4 белый слон · d3 белый конь · e3 белый конь · f3 чёрная пешка · g3 чёрная пешка · h2 чёрный ферзь · d1 белая ладья · e1 белая ладья | a6 белый ферзь · e6 белый король · g6 чёрная пешка · a5 чёрная пешка · d5 чёрная пешка · e5 чёрная пешка · h5 чёрная ладья · a4 чёрная ладья · e4 чёрный король · f4 белый слон · d3 белый конь · e3 белый конь · f3 чёрная пешка · g3 чёрная пешка · h2 чёрный ферзь · d1 белая ладья · e1 белая ладья | a6 белый ферзь · e6 белый король · g6 чёрная пешка · a5 чёрная пешка · d5 чёрная пешка · e5 чёрная пешка · h5 чёрная ладья · a4 чёрная ладья · e4 чёрный король · f4 белый слон · d3 белый конь · e3 белый конь · f3 чёрная пешка · g3 чёрная пешка · h2 чёрный ферзь · d1 белая ладья · e1 белая ладья | a6 белый ферзь · e6 белый король · g6 чёрная пешка · a5 чёрная пешка · d5 чёрная пешка · e5 чёрная пешка · h5 чёрная ладья · a4 чёрная ладья · e4 чёрный король · f4 белый слон · d3 белый конь · e3 белый конь · f3 чёрная пешка · g3 чёрная пешка · h2 чёрный ферзь · d1 белая ладья · e1 белая ладья | a6 белый ферзь · e6 белый король · g6 чёрная пешка · a5 чёрная пешка · d5 чёрная пешка · e5 чёрная пешка · h5 чёрная ладья · a4 чёрная ладья · e4 чёрный король · f4 белый слон · d3 белый конь · e3 белый конь · f3 чёрная пешка · g3 чёрная пешка · h2 чёрный ферзь · d1 белая ладья · e1 белая ладья | a6 белый ферзь · e6 белый король · g6 чёрная пешка · a5 чёрная пешка · d5 чёрная пешка · e5 чёрная пешка · h5 чёрная ладья · a4 чёрная ладья · e4 чёрный король · f4 белый слон · d3 белый конь · e3 белый конь · f3 чёрная пешка · g3 чёрная пешка · h2 чёрный ферзь · d1 белая ладья · e1 белая ладья | a6 белый ферзь · e6 белый король · g6 чёрная пешка · a5 чёрная пешка · d5 чёрная пешка · e5 чёрная пешка · h5 чёрная ладья · a4 чёрная ладья · e4 чёрный король · f4 белый слон · d3 белый конь · e3 белый конь · f3 чёрная пешка · g3 чёрная пешка · h2 чёрный ферзь · d1 белая ладья · e1 белая ладья | 5 |
| 4 | a6 белый ферзь · e6 белый король · g6 чёрная пешка · a5 чёрная пешка · d5 чёрная пешка · e5 чёрная пешка · h5 чёрная ладья · a4 чёрная ладья · e4 чёрный король · f4 белый слон · d3 белый конь · e3 белый конь · f3 чёрная пешка · g3 чёрная пешка · h2 чёрный ферзь · d1 белая ладья · e1 белая ладья | a6 белый ферзь · e6 белый король · g6 чёрная пешка · a5 чёрная пешка · d5 чёрная пешка · e5 чёрная пешка · h5 чёрная ладья · a4 чёрная ладья · e4 чёрный король · f4 белый слон · d3 белый конь · e3 белый конь · f3 чёрная пешка · g3 чёрная пешка · h2 чёрный ферзь · d1 белая ладья · e1 белая ладья | a6 белый ферзь · e6 белый король · g6 чёрная пешка · a5 чёрная пешка · d5 чёрная пешка · e5 чёрная пешка · h5 чёрная ладья · a4 чёрная ладья · e4 чёрный король · f4 белый слон · d3 белый конь · e3 белый конь · f3 чёрная пешка · g3 чёрная пешка · h2 чёрный ферзь · d1 белая ладья · e1 белая ладья | a6 белый ферзь · e6 белый король · g6 чёрная пешка · a5 чёрная пешка · d5 чёрная пешка · e5 чёрная пешка · h5 чёрная ладья · a4 чёрная ладья · e4 чёрный король · f4 белый слон · d3 белый конь · e3 белый конь · f3 чёрная пешка · g3 чёрная пешка · h2 чёрный ферзь · d1 белая ладья · e1 белая ладья | a6 белый ферзь · e6 белый король · g6 чёрная пешка · a5 чёрная пешка · d5 чёрная пешка · e5 чёрная пешка · h5 чёрная ладья · a4 чёрная ладья · e4 чёрный король · f4 белый слон · d3 белый конь · e3 белый конь · f3 чёрная пешка · g3 чёрная пешка · h2 чёрный ферзь · d1 белая ладья · e1 белая ладья | a6 белый ферзь · e6 белый король · g6 чёрная пешка · a5 чёрная пешка · d5 чёрная пешка · e5 чёрная пешка · h5 чёрная ладья · a4 чёрная ладья · e4 чёрный король · f4 белый слон · d3 белый конь · e3 белый конь · f3 чёрная пешка · g3 чёрная пешка · h2 чёрный ферзь · d1 белая ладья · e1 белая ладья | a6 белый ферзь · e6 белый король · g6 чёрная пешка · a5 чёрная пешка · d5 чёрная пешка · e5 чёрная пешка · h5 чёрная ладья · a4 чёрная ладья · e4 чёрный король · f4 белый слон · d3 белый конь · e3 белый конь · f3 чёрная пешка · g3 чёрная пешка · h2 чёрный ферзь · d1 белая ладья · e1 белая ладья | a6 белый ферзь · e6 белый король · g6 чёрная пешка · a5 чёрная пешка · d5 чёрная пешка · e5 чёрная пешка · h5 чёрная ладья · a4 чёрная ладья · e4 чёрный король · f4 белый слон · d3 белый конь · e3 белый конь · f3 чёрная пешка · g3 чёрная пешка · h2 чёрный ферзь · d1 белая ладья · e1 белая ладья | 4 |
| 3 | a6 белый ферзь · e6 белый король · g6 чёрная пешка · a5 чёрная пешка · d5 чёрная пешка · e5 чёрная пешка · h5 чёрная ладья · a4 чёрная ладья · e4 чёрный король · f4 белый слон · d3 белый конь · e3 белый конь · f3 чёрная пешка · g3 чёрная пешка · h2 чёрный ферзь · d1 белая ладья · e1 белая ладья | a6 белый ферзь · e6 белый король · g6 чёрная пешка · a5 чёрная пешка · d5 чёрная пешка · e5 чёрная пешка · h5 чёрная ладья · a4 чёрная ладья · e4 чёрный король · f4 белый слон · d3 белый конь · e3 белый конь · f3 чёрная пешка · g3 чёрная пешка · h2 чёрный ферзь · d1 белая ладья · e1 белая ладья | a6 белый ферзь · e6 белый король · g6 чёрная пешка · a5 чёрная пешка · d5 чёрная пешка · e5 чёрная пешка · h5 чёрная ладья · a4 чёрная ладья · e4 чёрный король · f4 белый слон · d3 белый конь · e3 белый конь · f3 чёрная пешка · g3 чёрная пешка · h2 чёрный ферзь · d1 белая ладья · e1 белая ладья | a6 белый ферзь · e6 белый король · g6 чёрная пешка · a5 чёрная пешка · d5 чёрная пешка · e5 чёрная пешка · h5 чёрная ладья · a4 чёрная ладья · e4 чёрный король · f4 белый слон · d3 белый конь · e3 белый конь · f3 чёрная пешка · g3 чёрная пешка · h2 чёрный ферзь · d1 белая ладья · e1 белая ладья | a6 белый ферзь · e6 белый король · g6 чёрная пешка · a5 чёрная пешка · d5 чёрная пешка · e5 чёрная пешка · h5 чёрная ладья · a4 чёрная ладья · e4 чёрный король · f4 белый слон · d3 белый конь · e3 белый конь · f3 чёрная пешка · g3 чёрная пешка · h2 чёрный ферзь · d1 белая ладья · e1 белая ладья | a6 белый ферзь · e6 белый король · g6 чёрная пешка · a5 чёрная пешка · d5 чёрная пешка · e5 чёрная пешка · h5 чёрная ладья · a4 чёрная ладья · e4 чёрный король · f4 белый слон · d3 белый конь · e3 белый конь · f3 чёрная пешка · g3 чёрная пешка · h2 чёрный ферзь · d1 белая ладья · e1 белая ладья | a6 белый ферзь · e6 белый король · g6 чёрная пешка · a5 чёрная пешка · d5 чёрная пешка · e5 чёрная пешка · h5 чёрная ладья · a4 чёрная ладья · e4 чёрный король · f4 белый слон · d3 белый конь · e3 белый конь · f3 чёрная пешка · g3 чёрная пешка · h2 чёрный ферзь · d1 белая ладья · e1 белая ладья | a6 белый ферзь · e6 белый король · g6 чёрная пешка · a5 чёрная пешка · d5 чёрная пешка · e5 чёрная пешка · h5 чёрная ладья · a4 чёрная ладья · e4 чёрный король · f4 белый слон · d3 белый конь · e3 белый конь · f3 чёрная пешка · g3 чёрная пешка · h2 чёрный ферзь · d1 белая ладья · e1 белая ладья | 3 |
| 2 | a6 белый ферзь · e6 белый король · g6 чёрная пешка · a5 чёрная пешка · d5 чёрная пешка · e5 чёрная пешка · h5 чёрная ладья · a4 чёрная ладья · e4 чёрный король · f4 белый слон · d3 белый конь · e3 белый конь · f3 чёрная пешка · g3 чёрная пешка · h2 чёрный ферзь · d1 белая ладья · e1 белая ладья | a6 белый ферзь · e6 белый король · g6 чёрная пешка · a5 чёрная пешка · d5 чёрная пешка · e5 чёрная пешка · h5 чёрная ладья · a4 чёрная ладья · e4 чёрный король · f4 белый слон · d3 белый конь · e3 белый конь · f3 чёрная пешка · g3 чёрная пешка · h2 чёрный ферзь · d1 белая ладья · e1 белая ладья | a6 белый ферзь · e6 белый король · g6 чёрная пешка · a5 чёрная пешка · d5 чёрная пешка · e5 чёрная пешка · h5 чёрная ладья · a4 чёрная ладья · e4 чёрный король · f4 белый слон · d3 белый конь · e3 белый конь · f3 чёрная пешка · g3 чёрная пешка · h2 чёрный ферзь · d1 белая ладья · e1 белая ладья | a6 белый ферзь · e6 белый король · g6 чёрная пешка · a5 чёрная пешка · d5 чёрная пешка · e5 чёрная пешка · h5 чёрная ладья · a4 чёрная ладья · e4 чёрный король · f4 белый слон · d3 белый конь · e3 белый конь · f3 чёрная пешка · g3 чёрная пешка · h2 чёрный ферзь · d1 белая ладья · e1 белая ладья | a6 белый ферзь · e6 белый король · g6 чёрная пешка · a5 чёрная пешка · d5 чёрная пешка · e5 чёрная пешка · h5 чёрная ладья · a4 чёрная ладья · e4 чёрный король · f4 белый слон · d3 белый конь · e3 белый конь · f3 чёрная пешка · g3 чёрная пешка · h2 чёрный ферзь · d1 белая ладья · e1 белая ладья | a6 белый ферзь · e6 белый король · g6 чёрная пешка · a5 чёрная пешка · d5 чёрная пешка · e5 чёрная пешка · h5 чёрная ладья · a4 чёрная ладья · e4 чёрный король · f4 белый слон · d3 белый конь · e3 белый конь · f3 чёрная пешка · g3 чёрная пешка · h2 чёрный ферзь · d1 белая ладья · e1 белая ладья | a6 белый ферзь · e6 белый король · g6 чёрная пешка · a5 чёрная пешка · d5 чёрная пешка · e5 чёрная пешка · h5 чёрная ладья · a4 чёрная ладья · e4 чёрный король · f4 белый слон · d3 белый конь · e3 белый конь · f3 чёрная пешка · g3 чёрная пешка · h2 чёрный ферзь · d1 белая ладья · e1 белая ладья | a6 белый ферзь · e6 белый король · g6 чёрная пешка · a5 чёрная пешка · d5 чёрная пешка · e5 чёрная пешка · h5 чёрная ладья · a4 чёрная ладья · e4 чёрный король · f4 белый слон · d3 белый конь · e3 белый конь · f3 чёрная пешка · g3 чёрная пешка · h2 чёрный ферзь · d1 белая ладья · e1 белая ладья | 2 |
| 1 | a6 белый ферзь · e6 белый король · g6 чёрная пешка · a5 чёрная пешка · d5 чёрная пешка · e5 чёрная пешка · h5 чёрная ладья · a4 чёрная ладья · e4 чёрный король · f4 белый слон · d3 белый конь · e3 белый конь · f3 чёрная пешка · g3 чёрная пешка · h2 чёрный ферзь · d1 белая ладья · e1 белая ладья | a6 белый ферзь · e6 белый король · g6 чёрная пешка · a5 чёрная пешка · d5 чёрная пешка · e5 чёрная пешка · h5 чёрная ладья · a4 чёрная ладья · e4 чёрный король · f4 белый слон · d3 белый конь · e3 белый конь · f3 чёрная пешка · g3 чёрная пешка · h2 чёрный ферзь · d1 белая ладья · e1 белая ладья | a6 белый ферзь · e6 белый король · g6 чёрная пешка · a5 чёрная пешка · d5 чёрная пешка · e5 чёрная пешка · h5 чёрная ладья · a4 чёрная ладья · e4 чёрный король · f4 белый слон · d3 белый конь · e3 белый конь · f3 чёрная пешка · g3 чёрная пешка · h2 чёрный ферзь · d1 белая ладья · e1 белая ладья | a6 белый ферзь · e6 белый король · g6 чёрная пешка · a5 чёрная пешка · d5 чёрная пешка · e5 чёрная пешка · h5 чёрная ладья · a4 чёрная ладья · e4 чёрный король · f4 белый слон · d3 белый конь · e3 белый конь · f3 чёрная пешка · g3 чёрная пешка · h2 чёрный ферзь · d1 белая ладья · e1 белая ладья | a6 белый ферзь · e6 белый король · g6 чёрная пешка · a5 чёрная пешка · d5 чёрная пешка · e5 чёрная пешка · h5 чёрная ладья · a4 чёрная ладья · e4 чёрный король · f4 белый слон · d3 белый конь · e3 белый конь · f3 чёрная пешка · g3 чёрная пешка · h2 чёрный ферзь · d1 белая ладья · e1 белая ладья | a6 белый ферзь · e6 белый король · g6 чёрная пешка · a5 чёрная пешка · d5 чёрная пешка · e5 чёрная пешка · h5 чёрная ладья · a4 чёрная ладья · e4 чёрный король · f4 белый слон · d3 белый конь · e3 белый конь · f3 чёрная пешка · g3 чёрная пешка · h2 чёрный ферзь · d1 белая ладья · e1 белая ладья | a6 белый ферзь · e6 белый король · g6 чёрная пешка · a5 чёрная пешка · d5 чёрная пешка · e5 чёрная пешка · h5 чёрная ладья · a4 чёрная ладья · e4 чёрный король · f4 белый слон · d3 белый конь · e3 белый конь · f3 чёрная пешка · g3 чёрная пешка · h2 чёрный ферзь · d1 белая ладья · e1 белая ладья | a6 белый ферзь · e6 белый король · g6 чёрная пешка · a5 чёрная пешка · d5 чёрная пешка · e5 чёрная пешка · h5 чёрная ладья · a4 чёрная ладья · e4 чёрный король · f4 белый слон · d3 белый конь · e3 белый конь · f3 чёрная пешка · g3 чёрная пешка · h2 чёрный ферзь · d1 белая ладья · e1 белая ладья | 1 |
|   | a | b | c | d | e | f | g | h |   |

1.Фc6! (~ 2.Ф:d5X)  

1. ... Крd4 2.Кf2X 

1. ... Лd4 2.Кg2X 

1. ... Фa2 2.Кc2X 

1. ... Фh3+ 2.Кf5X 

1. ... ef 2.Кc5X 

Гармоничная игра «коневых батарей».

## Книги
- Шахматная задача в СССР. Двухходовки, М., 1936;
- Что такое шахматная композиция, М., 1954;
- Решение шахматных задач, М., 1958;
- Шахматная задача XIX века, М., 1960;
- Шахматная задача XX века. 1901—1944, М., 1966;
- Современная шахматная задача, М., 1967;
- Гроссмейстер шахматной композиции, М., 1980 (соавтор);
- Путями шахматного творчества, М., 1983.